# Obitorio

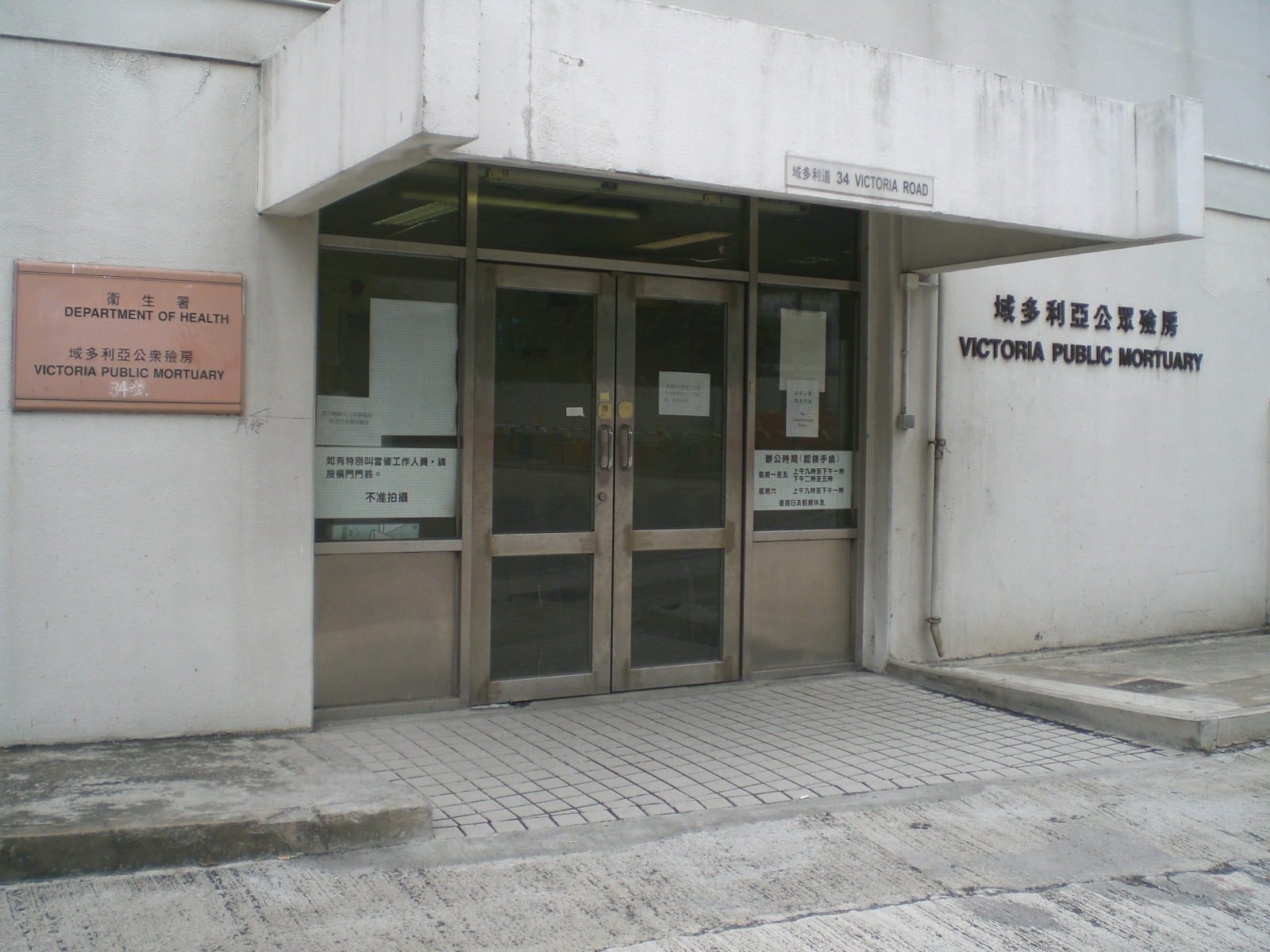
L'ingresso dell'obitorio Victoria ad Hong Kong.

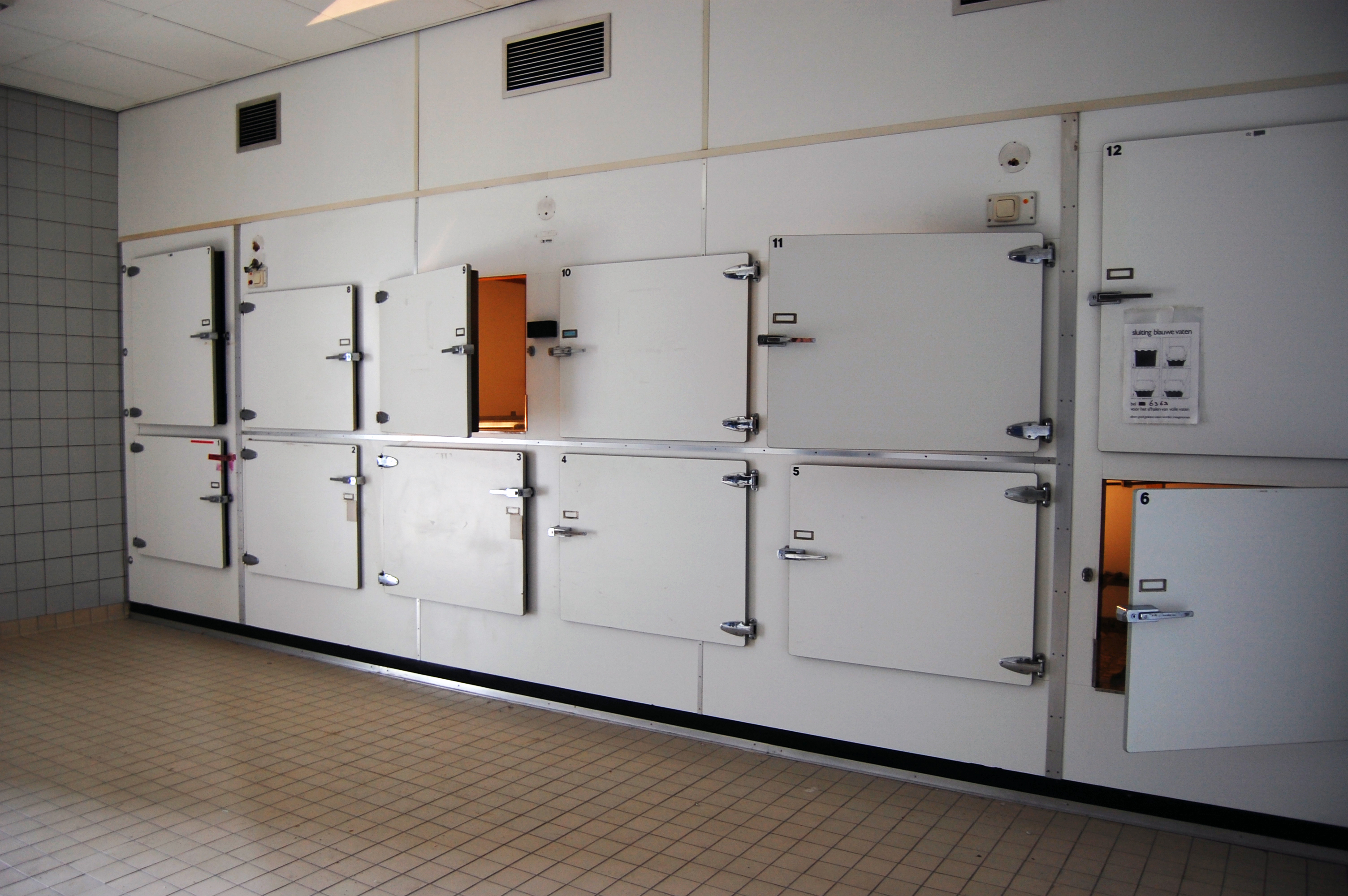
Gli alloggiamenti nelle celle frigorifere.

Un obitorio (dal latino òbitus, morte), detto anche deposito di osservazione, o morgue, è un edificio, o una stanza, usato per contenere i cadaveri dei defunti prima che sia avvenuta la loro identificazione ed eventualmente prima che venga effettuata l'autopsia.
I locali possono essere refrigerati per impedire la decomposizione dei corpi.

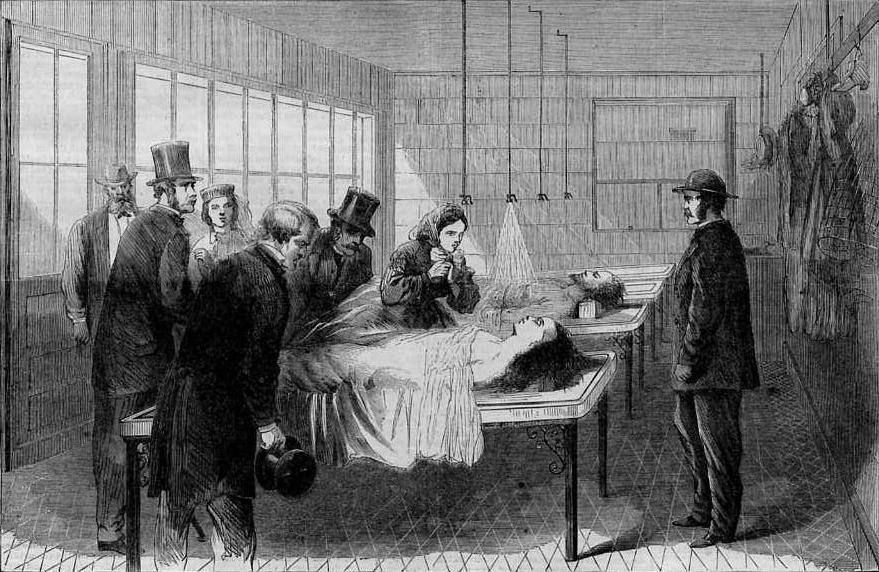
Una scena all'obitorio di New York nel 1866.

Viene denominato anche camera mortuaria, sebbene con questo termine si indichi anche il locale del cimitero in cui vengono collocati i feretri prima del seppellimento.